# Caitlyn Taylor Love
Caitlyn Taylor Love (Corpus Christi, Texas, 1994. június 16. –) amerikai színésznő, énekesnő és táncos.
Legismertebb alakítása Izzy Fuentes a 2009 és 2011 között futó Benne vagyok a bandában című sorozatban. A Pókember elképesztő kalandjai című sorozatban is szerepelt.

## Pályafutása
Caitlyn Taylor Love 1994. június 16-án született a texasi Corpus Christiben és a  Harlingenben nőtt fel. 10 éves korában kezdett el versenyezni a Miss Texas Pageant Talent Division-ban, amit meg is nyert. Ezt követően 2005 júliusában meghívást kapott az IMTA New York-i versenyre, ahol elnyerte Miss Jr. Év színésznőjét, valamint számos más színészi és énekes díjat.
Később Los Angeles költözött. Vendégszerepelt a Punk’d – SztÁruló egy epizódjában. 2009-ben a Disney XD Benne vagyok a bandában című sorozatában tűnt fel.
2012-ben csatlakozott A Pókember elképesztő kalandjai stábjához, mint a Ava Ayala / Fehér Tigris.

## Filmográfia
| Év        | Magyar cím                      | Eredeti cím                      | Szerep                 | Megjegyzések                                              |
| --------- | ------------------------------- | -------------------------------- | ---------------------- | --------------------------------------------------------- |
| 2006      |                                 | America’s Got Talent             | önmaga                 | versenyző (elődöntős)                                     |
| 2006      | Punk’d – SztÁruló               | Punk’d                           | önmaga                 | 1 epizód                                                  |
| 2009–2011 | Benne vagyok a bandában         | I'm in the Band                  | Izzy Fuentes           | - főszereplő - magyar hangja: - Csifó Dorina              |
| 2012–2017 | A Pókember elképesztő kalandjai | Ultimate Spider-Man              | Ava Ayala/Fehér Tigris | - mellékszereplő - magyar hangja:[forrás?] - Molnár Ilona |
| 2015      |                                 | Tyler Perry's Madea's Tough Love | Wheels, Chris (hangja) |                                                           |